# El Port de la Selva
El Port de la Selva is een gemeente in de Spaanse provincie Girona in de regio Catalonië met een oppervlakte van 42 km². El Port de la Selva telt 994 inwoners (1 januari 2016).

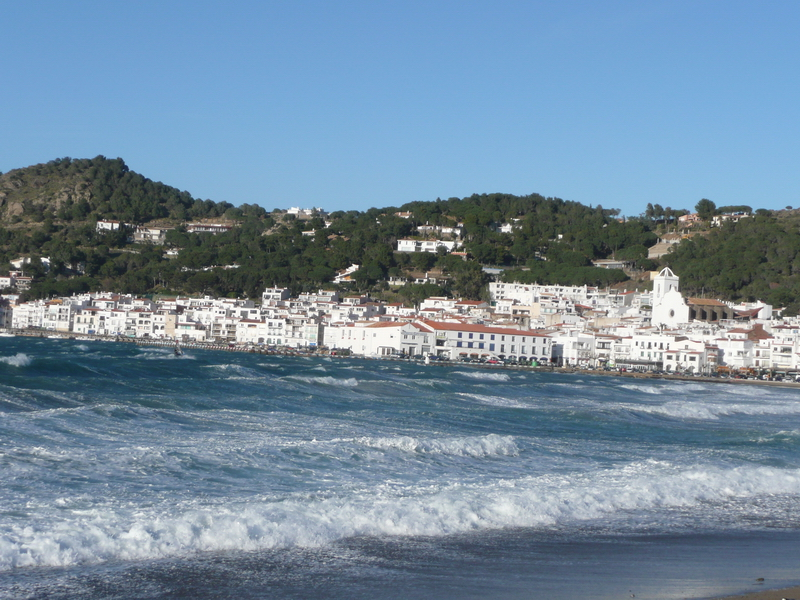
El Port de la Selva

De huidige burgemeester van El Port de la Selva, Josep Maria Cervera i Pinart, is samen met zijn collega van Vic een van de drijvende krachten achter de independentistische vereniging Associació de Municipis per la Independència (AMI die in 2012, één jaar na de oprichting al meer dan de helft van de Catalaanse gemeenten verenigt.

## Demografische ontwikkeling
Bron: INE, 1857-2011: volkstellingen

## Bezienswaardigheden
- Sant Pere de Rodes, voormalig Benediktijnerklooster